# Ibérulite

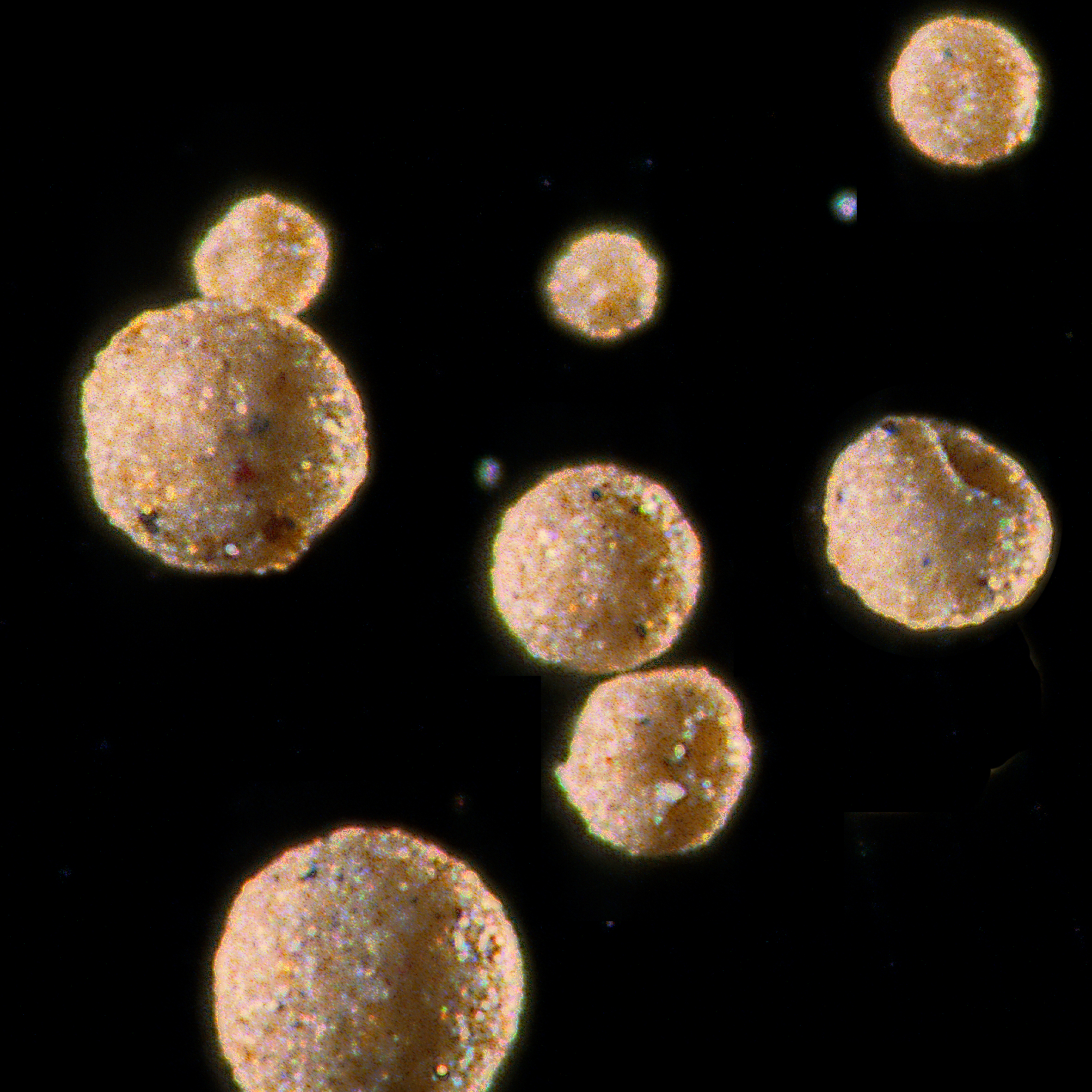
Aspects de quelques ibérulites vues au microscope optique

Les ibérulites sont des particules minérales géantes (50 à 300 µm) aéroportées, rosâtres, classées parmi les micro-sphérulites. Ces lithométéores se forment dans la basse atmosphère, en grande partie à partir des particules (sables, poussières...) issues des tempêtes de sable qui ont eu lieu dans des régions éventuellement très éloignées du lieu de dépôt. 
On les retrouve, en été surtout, dans les dépôt secs qui suivent les tempêtes de sable ou brumes de sable.
En Europe, Diaz-Hernandez et Parraga en ont trouvé et étudié en 2008 dans le sud de l'Espagne.
Elles sont encore mal connues, de même que leurs effets, car les particules d'une taille de plus de 10 µm ont longtemps été considérées comme ne pénétrant pas profondément les poumons et plus facilement expulsées par la toux, les éternuements et le mucus pulmonaire. Cependant bien que géantes et lourdes (pour des particules de l'air), elles peuvent être aérotransportées à grande distance. On en retrouve par exemple à Grenade, dans le Sud de l'Espagne à partir de tempêtes de sable formées au Sahara. selon leur provenance, elles peuvent présenter une certaine toxicité intrinsèque ou simplement contribuer aux cycles géochimiques de certains minéraux ou métaux, régionalement voire à longues distances. Ces particules géantes retombent en partie en mer Méditerranée et dans son bassin ,. Elles pourraient poser des problèmes toxicologiques ou écotoxicologiques, qui font encore l'objet d'évaluation.

## Histoire et dénomination
Ces grosses particules ont été dénommées «ibérulites» parce que découvertes et décrites à partir de gisements d'aérosols de la péninsule ibérique (en 1998 à Tenerife, sur les îles Canaries, puis à Grenade dans le Sud de l'Espagne, puis en Asie de l'Est).
La découverte de particules géantes circulant sur de grandes distances fait dire à J.F Kok (2011) que les modèles de circulation atmosphérique ont probablement significativement sous-estimé l'importance du cycle des poussières aérotransportées .

## Composition

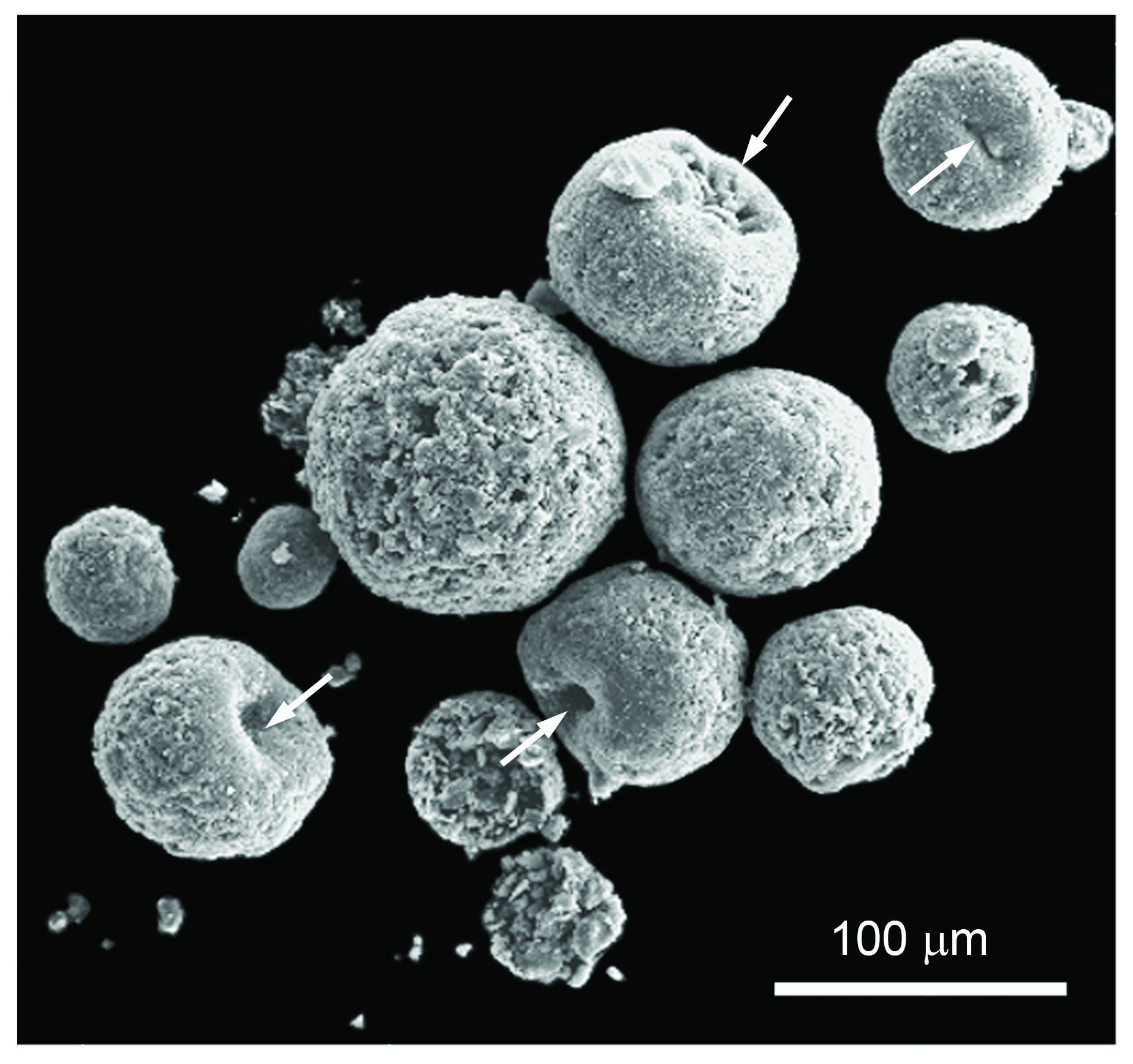
Aspects de quelques ibérulites vues au microscope électroniques

Les ibérulites sont de grosses particules argilo-siliceuses et riche en aluminium, sphéroïdales, qui en réalité, observés au microscope électronique ou optique s'avèrent être des agrégats complexes de particules. Ces particules plus petites sont pour la plupart minérales (mais parfois aussi, rarement, biogéniques). 
Elles sont maintenues ensemble par une matrice de minéraux argileux. Ces argiles jouent un rôle majeur dans leur formation. Ce sont elles qui confèrent à la sphère sa résistance mécanique. La minéralogie de ces argile a fait l'objet de premières études, qui ont montré qu'elle dépendait des sources mais aussi du lieu de prélèvement,.
Elles sont constituées d'associations minérales complexes dont les phases ont diverses propriétés hygroscopiques, dont des silicates, des carbonates, et en moindre quantité des sulfates, des halogénures, des oxydes (oxyhydroxides de fer notamment) et des phosphates divers. 
En Europe les brumes de sable les plus fréquentes et riches en ibérulite ont - à ce jour - été observées dans le Sud de l'Espagne et dans des brumes de sable provenant du Sahara ; elles contiennent principalement du quartz, des feldspaths, des carbonates et des particules d'argiles (illite, smectite et kaolinite).
Des données récentes, montrent que les minéraux argileux sont essentiels à la formation de ces gros agrégats minéraux. Ceux-ci ne se semblent pouvoir se constituer que dans des gouttelettes d’eau en suspension dans l’atmosphère.
Ces argiles influent aussi sur la structure et la porosité des agrégats,,.
Dans les ibérulites, les argiles semblent plus abondantes que dans le dépôt aérosol total. Ceci laisse penser que l'ibérulite concentre les argiles en se formant. selon une étude récente (2015) « la forte hygroscopicité des minéraux argileux entraîne probablement la rétention d'eau au stade de l'évaporation et certains minéraux secondaires (principalement le gypse) sont associés aux argiles ».

## Caractérisation
Une ibérulite peut être caractérisée par plusieurs paramètres :
- sa masse, ou plutôt la « masse volumique effective », car l'agrégat qu'elle constitue voit sa masse volumique diminuer quand la taille de l'agrégat augmente (en raison de la structure des agrégats) ;
- sa morphologie : toujours plus ou moins sphérique (elles sont classées parmi les microsphérulites), elles est souvent marquée par une dépression plus ou moins profonde sur la surface de la sphère (voir photo ci-contre) ;
- la structure et la taille des éléments constituant l'agrégat ;
- sa taille (nanométrologie) : 50 à 300 µm ;
- sa composition physico-chimique, parfois aussi marquée par des influences anthropiques (des formes de gypse issues d'émissions anthropiques de SO2)[5] ;

...et éventuellement : 
- l'évolution de la masse des agrégats en fonction de leur diamètre ;
- ses propriétés optiques (qui vont influencer ses interactions avec les infrarouge, le UV solaire, le spectre visible de la lumière, son albédo et éventuellement la chimie atmosphérique) ;
- sa radioactivité éventuelle.

Ce sont des particules secondaires (issues de la recombinaison de particules primaires.

## Formation des ibérulites

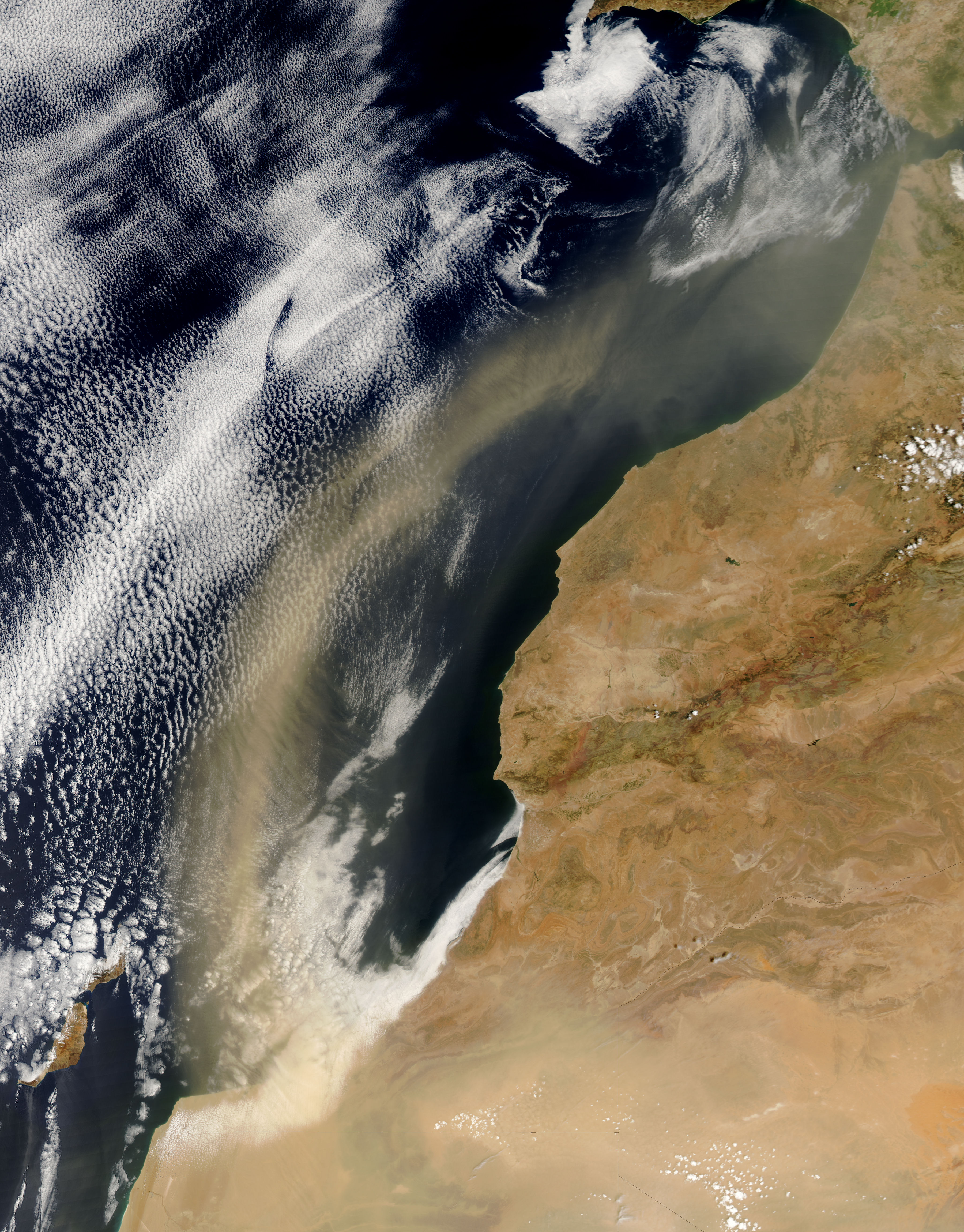
Tempête de sable au Sahara, vue de satellite. On voit que dans ce type de configuration (nuage longeant la côte au-dessus de la mer avant d'atteindre l'Espagne) le nuage de poussière peut aussi se rechercher en humidité

Ce sont des particules essentiellement minérogéniques (issues du règne minéral), issues des sols, comme il en existe beaucoup mais qui sont généralement beaucoup plus petites. 
Jusqu'à récemment on avait très peu d'informations sur leur formation. On savait simplement qu'elles se forment et se structurent dans la troposphère, parfois loin en aval des tempêtes de sable et/ou de poussières (par exemple survenues dans le désert du Sahara) avant de retomber au sol sous l'effet de leur propre poids. 
Une étude récente faite dans le sud de l'Espagne a montré que dans le temps de cette étude 60 % des événements de formation massive d'ibérulite se sont produits durant l'été (60%), avec 65 épisodes observés entre 2005 et 2013, Durant lesquels 107 panaches de poussière et sable sahariens ont atteint l'Espagne. Chaque épisodes d'ibérulite a duré en moyenne 5 jours. Typiquement l'évènement commence avec une croissance du taux de particules dans l'air et de la température, alors que l'humidité relative décline (vapeur d'eau absorbée par les ibérulites ?), jusqu'au troisième jour. Ensuite ces tendances s'inversent quand la brume de sable commencé à s'éclaircir. 
Selon Jose L. Diaz-Hernandez, spécialiste du sujet, les iberulites sont issues d'un « processus singulier d’agrégation de poussières » se manifestant à certaines conditions dans un air très poussiéreux et contenant une certaine teneur en argile, quand le taux de particule d'aérosol de grande taille (PM10) atteint ou dépasse 15 μg/m3, et quand le panache de sable et poussière se mélange à un air un peu plus humide où des gouttelettes d'eau de condensation peuvent capturer de grandes quantités d'aérosols et des nanoparticules ou microparticules d'argiles lors de sa formation puis de sa chute. Ce sont les argiles qui permettent à la sphère de garder sa cohérence.

S'il pleut à la même époque, des "pluies rouges" (on parlait autrefois parfois de "pluies de sang") des ibérulites se formeront peut être après dans l'atmosphère après la pluie. 
Lors des brumes de sable ou de poussière, s'il pleut, les gouttes de pluies sont alors plus ou moins colorées et chargées de poussière, allant jusqu'à avoir la consistance de la boue. Ces épisodes peuvent être selon Diaz-Hernandez considérés comme précurseurs de la formation d'ibérulites.  

## Toxicité ou écotoxicité éventuelle des ibérulites
La toxicologie des poussières et particules montre que l'inhalation de minéraux peut être dangereuse pour la santé, pour des raisons purement physiques, et parfois chimiques ; or les ibérulites, tout comme l'amiante, les suies, la silice minérale ou d'autres grosses particules peuvent pénétrer le corps humain, ou d'autres  organismes, au moins via l'inhalation et l'ingestion. 
À la différence de fibres d'amiante ou de diverses laines minérales qui sont pointues et naturellement pénétrantes, la forme arrondie et la grande taille des ibérulites ne laisse pas penser a priori qu'un passage percutané de ces particules soit possible vers l'intérieur de l'organisme (hormis via des plaies ouvertes), mais la question reste posée car le ciment de ces particules est toujours une (ou des) argile (s) non cuites et donc potentiellement soluble(s) dans la transpiration (ou dans la salive des enfants qui portent leurs doigts ou des objets à leur bouche, ou dans la salive d'animaux qui se lèchent). De même les mousses ou les lichens qui se nourrissent en partie de dépôts particulaires secs ou humides peuvent biointégrer les micro ou nanoparticules incluses dans l'ibérulite quand sa matrice argileuse se délite.
Ce qui colle les particules de ces agrégats entre elles, ce sont des argiles, or les argiles non cuites restent "solubles" dans l'eau et les fluides corporels. Les ibérulites peuvent donc une fois ingérées ou inhalées a priori relarguer leur contenu. Or la poussière de silice est connue pour provoquer des pathologies pulmonaires (silicose notamment). Et la pénétration d'autres minéraux particulaires contenus dans les ibérulites dans l'organisme pourrait activer des processus inflammatoires (via les cytokines et les chimiokines), faire proliférer des fibroblastes et exacerber ou peut être susciter des maladies pulmonaires fibreuses. Les corps étrangers déclenchent des réponses immunitaires plus ou moins ciblées. Ici chaque ibérulite peut contenir de nombreux et différents éléments. On sait maintenant que le taille des particules a aussi une importance : les nanoparticules présentent une toxicité particulière,, (voir l'article nanotoxicologie à ce sujet). 

La présence chronique de certains de stimuli du système immunitaire, et la libération chronique de cytokines (cytokines inflammatoires TNF-α et IL-1 en particulier) peuvent aboutir à des maladies auto-immunes et inflammatoires (de type silicose, asbestose, CWP et autres pathologies chroniques liées aux potentiels toxiques des poussières minérales, même les plus courantes (silice par exemple).
Les ibérulites contiennent parfois des quantités significatives de métaux et notamment de fer, or le fer (microparticules de pyrite de fer) contenu dans les poussières de charbon est suspecté de contribuer à la toxicité des poussières de charbon inhalées,,,.
On sait par ailleurs que les poussières issues de zones arides cultivées où sont utilisés des pesticides (culture de coton par ex) peuvent elles-mêmes contenir ces pesticides ou résidus (ex : endosulfan pour l'exemple du coton).

## Étude des ibérulites
Pour l'instant c'est en Espagne que le phénomène a été le mieux étudié, mais on s'attend à en trouver dans d'autres contextes. 

Les ibérulites pourraient alors avoir des caractéristiques légèrement différentes, reflétant leur milieu d'origine. 

## Archéologie et paléontologie
Si l'on découvre des ibérulites bien conservées dans des sédiments, artéfacts ou States archéologiques anciens, elles pourraient donner des indices sur les conditions et le contexte pédoclimatiques de l'époque.